# Tensoralgebra
Die Tensoralgebra ist ein mathematischer Begriff, der in vielen Bereichen der Mathematik wie der linearen Algebra, der Algebra, der Differentialgeometrie sowie in der Physik verwendet wird. Sie fasst „alle Tensoren“ über einem Vektorraum in der Struktur einer graduierten Algebra zusammen.

## Definition
Es sei {\displaystyle V} ein Vektorraum über einem Körper {\displaystyle K} oder allgemeiner ein Modul über einem kommutativen Ring mit Einselement. Wir definieren die Tensorprodukteräume
{\displaystyle V^{\otimes n}:=\underbrace {V\otimes \cdots \otimes V} _{n{\text{-mal}}}}
für {\displaystyle n\in \mathbb {N} } mit der Konvention {\displaystyle V^{\otimes 0}:=K}.
Dann ist die Tensoralgebra (als Vektorraum) definiert durch die direkte Summe aller Tensorprodukte des Raums mit sich selbst.
{\displaystyle \mathrm {T} (V):=\bigoplus _{n\geq 0}V^{\otimes n}=K\oplus V\oplus (V\otimes V)\oplus (V\otimes V\otimes V)\oplus \ldots }
Mit der Multiplikation, die auf den homogenen Bestandteilen durch das Tensorprodukt gegeben ist, wird {\displaystyle \mathrm {T} (V)} zu einer {\displaystyle \mathbb {N} _{0}}-graduierten, unitären, assoziativen Algebra.

### Verkürzte Tensoralgebra
Den Raum
{\displaystyle \mathrm {T} ^{(n)}(V):=\bigoplus _{i=0}^{n}V^{\otimes i}}
nennt man auch verkürzte Tensoralgebra (englisch truncated tensor algebra).

### Erläuterungen
Wir betrachten somit folgenden Raum
{\displaystyle \mathrm {T} (V)=\left\{(a_{0},a_{1},\dots ):a_{n}\in V^{\otimes n}\;\forall n\in \mathbb {N} _{0}\right\}.}

## Universelle Eigenschaft
Die Tensoralgebra erfüllt die folgende universelle Eigenschaft:
Ist {\displaystyle A} eine assoziative {\displaystyle K}-Algebra mit einem Einselement {\displaystyle e}, sowie {\displaystyle f\colon V\to A} eine lineare Abbildung, so existiert genau ein Algebrenhomomorphismus {\displaystyle {\tilde {f}}\colon \mathrm {T} (V)\to A}, sodass das Diagramm
kommutiert. Dieser Algebrenhomomorphismus ist gegeben durch {\displaystyle {\tilde {f}}(v_{1}\otimes \dots \otimes v_{r})=f(v_{1})\dots f(v_{r})} sowie {\displaystyle {\tilde {f}}(\lambda )=\lambda e}.

## T als Funktor
{\displaystyle \mathrm {T} } ist ein Funktor von der Kategorie der {\displaystyle K}-Vektorräume in die Kategorie der {\displaystyle K}-Algebren. Für einen {\displaystyle K}-Vektorraumhomomorphismus (eine lineare Abbildung) {\displaystyle \varphi \colon V\to W} ist {\displaystyle \mathrm {T} (\varphi ):\mathrm {T} (V)\to \mathrm {T} (W)} durch den Algebrenhomomorphismus gegeben, der nach der universellen Eigenschaft der Tensoralgebra durch {\displaystyle i_{W}\circ \varphi :V\to \mathrm {T} (W)} induziert wird (hierbei ist {\displaystyle i_{W}:W\to \mathrm {T} (W)} die Einbettung).
Der Funktor {\displaystyle \mathrm {T} } ist linksadjungiert zum Vergissfunktor, der einer {\displaystyle K}-Algebra, den zugrundeliegenden {\displaystyle K}-Vektorraum zuordnet. Daher wird {\displaystyle \mathrm {T} (V)} auch als die freie Algebra über {\displaystyle V} bezeichnet.

## Beispiel
Ist {\displaystyle V} ein {\displaystyle n}-dimensionaler {\displaystyle K}-Vektorraum (bzw. ein freier Modul vom Rang {\displaystyle n}), so ist {\displaystyle \mathrm {T} (V)} isomorph zur freien assoziativen Algebra über {\displaystyle K} in {\displaystyle n} Unbestimmten. Im Fall {\displaystyle n=1} ist {\displaystyle \mathrm {T} (V)} also isomorph zum Polynomring {\displaystyle K[X]}.
Ist allgemeiner {\displaystyle X} eine beliebige nicht-leere Menge und ist {\displaystyle V_{X}} der über {\displaystyle X} erzeugte {\displaystyle K}-Vektorraum, das heißt der freie K-Modul über {\displaystyle X}, so ist {\displaystyle \mathrm {T} (V_{X})} die frei über {\displaystyle X} erzeugte assoziative Algebra.

## Quotientenräume der Tensoralgebra
Durch Herausteilen eines bestimmten Ideals kann man aus der Tensoralgebra beispielsweise die symmetrische Algebra, die äußere Algebra oder die Clifford-Algebra gewinnen. Diese Algebren sind in der Differentialgeometrie von Bedeutung.